# Марцеліюс Мартінайтіс
Марцеліюс Мартінайтіс (лит. Marcelijus Teodoras Martinaitis; нар. 1 квітня 1936, Пасербентіс — пом. 5 квітня 2013, Вільнюс) — литовський поет, есеїст, перекладач, журналіст, драматург лялькових театрів.
Один із керівників визвольного руху «Саюдіс».

## Біографія
Навчався у Каунасі та Вільнюсі. За освітою — литовський філолог. Працював у газетах та журналах. З 1980 — викладач фольклору у Вільнюському університеті.
Наприкінці 1980-тих влився у визвольних литовський рух, став одним з керівників організації «Саюдіс» (Рух). 1989 ще був обраний народним депутатом СССР. Очолював Комітет національних премій з літератури. Голова Ради національного радіо та телебачення Литви.

### Літературна робота
Літературний дебют відбувся 1955. Починаючи з 1960-тих опублікував велику кількість есеїв, видав більше десяти поетичних збірок, п'єси для лялькових театрів.
Загальнолитовську славу мають так звані «Балади Кукутіса», які виконувалися популярним співаком Вітаутасом Кярнаґісом. Через уявне спілкування із «жмудином Кукутісом» Мартійнайтіс заново інтерпретує національну історію Литви, висловлює в поетичній формі думки, які не могли бути оприлюднені в умовах совєцької окупації (наприклад вірш «Ніч у жмудина Кукутіса»). Віршам Мартійнайтіса притаманна тонка інтелектуальна іронія, огранений фольклорний гумор.
Твори Мартійнайтіса перекладали українською Дмитро Чередниченко, Дмитро Павличко, Іван Драч, Світлана Жолоб, Володимир Затуливітер, Павло Мовчан, Микола Рябчук, Василь Герасим'юк, Олексій Довгий, Анатолій Непокупний.